# .орг
.орг (от англ. organization — организация) — кириллический домен верхнего уровня. Рассчитан «на создание сайтов благотворительных фондов, социальных организаций, профсоюзов и прочих некоммерческих объединений».

## Описание
Как и домен .org, создан по решению компании ICANN для СНГ. Американская компания PIR, администрирующая домен .org, подала заявку на кириллический домен .орг. Задолго до этого Webnames.ru зарегистрировала одноимённый товарный знак.